# Tunnel de Rilly-la-Montagne
Le tunnel de Rilly-la-Montagne  est un tunnel ferroviaire situé entre Rilly-la-Montagne et Germaine sur la ligne de chemin de fer Épernay à Reims. Il est long de 3 441 mètres et a été creusé entre 1850 et 1854. Il permet le passage souterrain de la voie ferrée traversant la Montagne de Reims qui culmine à 266 mètres au dessus du tunnel.

## Description du tunnel dans l’état actuel
Le tunnel ferroviaire de Rilly-la-Montagne a une longueur de 3 441 mètres avec une déclivité de 5mm/m. La rampe est dans le sens Rilly-la-Montagne vers Germaine. Le tunnel à une section de 7,4 m de largeur et de 6 m de hauteur. SNCF réseau met le tunnel hors d'inondation en 2023 pour quatre millions deux cents milles euros.

## Historique

### La période de construction
La construction du tunnel s’est échelonnée de 1850 à 1854. Lors de sa construction, il aura une longueur de 3 450 m qui sera réduite par suite des différentes actions militaires. Pour percer le tunnel et amener les matériaux de construction, des puits ont été creusés tous les 300 m sur un axe décalé de 12 m par rapport à l’axe du tunnel. Le percement fut facilité par la nature calcaire du sol. Une rigole d’écoulement est intégrée en partie basse de l’ouvrage pour recueillir les filtrations d’eau. Les murs ont été construits en pierres meulières. Lors du creusement du tunnel reliant Rilly-la-Montagne à Germaine, un accident  a fait onze morts parmi des maçons creusois.

### Le tunnel pendant la guerre de 1870
Lors de la guerre de 1870 entre la France et la Prusse, l’entrée du tunnel coté Germaine avait été dynamitée par l’armée française pour freiner l’avancée prussienne.

### Le tunnel pendant la guerre 39-45
En 1943, le parcours entre Ay et Reims de la ligne d'Épernay à Reims a été mis à voie unique. Le tunnel de Rilly-la-Montagne était l’un des trois principaux centres de stockage du nord de la France des V1, avant d’être acheminés vers leurs pistes de lancement.
En juillet 1944, deux bombardements des alliés tentèrent de neutraliser le tunnel,.

### La modernisation de la ligne et son impact sur le tunnel
L’électrification de la ligne de Paris à Strasbourg a posé le problème des lignes affluentes. Le choix a été fait  d’électrifier la ligne Épernay à Reims et le raccordement d’Épernay au prix d’un léger allongement par rapport à l’électrification de la section Trilport à Reims (axe Paris-Reims) mais pour un investissement immédiat plus faible (30 km de ligne à  électrifier au lieu de 158 km). La remise à double voie d’Épernay à Reims faisait partie du projet mais n’a pu être réalisée dans le tunnel de Rilly-la-Montagne en raison d’un gabarit trop faible qui aurait nécessité de gros travaux dans le tunnel, incompatibles avec la recherche d’une limitation des investissements.